# Girl (chanson des Beatles)
Pour les articles homonymes, voir Girl.
Pistes de Rubber Soul
What Goes On I'm Looking Through You
Girl est une chanson des Beatles publiée sur l'album Rubber Soul, essentiellement écrite par John Lennon avec la collaboration de Paul McCartney.

## Composition
Girl est une chanson composée par John Lennon, aidé par Paul McCartney, dans l'urgence et sous la pression. Un véritable classique des Beatles, niché sur la face B de leur sixième album. Les séances d'enregistrement de Rubber Soul touchent à leur fin, il manque encore des titres pour compléter l'album. Wait, rejeté quelques mois plus tôt du disque Help!, est ainsi sorti du placard. Et le 11 novembre 1965 aux studios EMI d'Abbey Road, pour la toute dernière session d'enregistrement du disque à paraître le 3 décembre, John Lennon, qui avait eu l'idée originale de cette chanson et l'avait travaillée chez lui avec son partenaire, arrive avec Girl, enregistrée à une vitesse éclair par le groupe. 
De qui parle exactement John Lennon dans ce texte où une fille tente de s'accrocher à lui, lui arrache des soupirs, lui promet monts et merveilles, le fait se sentir honteux devant ses amis... Une fille que l'on désire si fort que l'on s'en sent désolé, sans regretter un seul jour passé avec elle, et qui doit savoir que « la douleur mène au plaisir » et « qu'un homme doit se casser le dos/la santé pour gagner son jour de loisirs » ? Comme le note le biographe Steve Turner, « La fille de la chanson est loin de ressembler à la femme idéale. Elle est cruelle, vaniteuse, et elle l'humilie. Il y a peut-être deux filles différentes dans cette chanson : la femme idéale du début, sans laquelle il semble incapable de vivre, et la fille de cauchemar de la seconde partie, qui le ridiculise »
« Cette chanson est véridique » raconte John Lennon, « La femme n'existe pas. C'est un rêve, mais les mots sont vrais. Ce n'était pas seulement une chanson, ça parlait de cette fille-là - qui en fin de compte s'est avérée être Yoko - celle que beaucoup d'entre nous recherchaient. Ça dit : lui a-t-on appris quand elle était jeune que la douleur mènerait au plaisir, l'a-t-elle compris ?  Des espèces de citations philosophiques auxquelles je pensais quand je les ai écrites. J'essayais de dire une chose ou une autre au sujet du christianisme, auquel j'étais opposé à l'époque parce que j'avais été élevé dans la religion. (...) Je parlais de ce christianisme qui dit qu'il faut souffrir pour atteindre le paradis. C'est la conception catholique : soyez torturé et tout ira bien. Je ne croyais pas à ça : qu'il faille être torturé pour atteindre quoi que ce soit. Il se trouve tout simplement qu'on l'est.».
Pour sa part, Paul McCartney se souvient des circonstances dans laquelle ce classique des Beatles a été composé : « C'était une idée originale de John mais elle fut très coécrite. Je me souviens avoir écrit the pain and pleasure (la douleur et le plaisir) et a man must break his back (un homme doit se briser le dos), c'était très « travail à la chaîne ».  Je créditerais plutôt John pour cette chanson, mais j'y ai pas mal contribué aussi. Elle n'était pas de celles qu'il amenait totalement finies.  ».

## Enregistrement
Deux prises seulement sont nécessaires pour mettre Girl en boîte le 11 novembre 1965. Une chanson essentiellement acoustique, même si George Harrison enregistre une partie de guitare saturée (fuzz) qui ne sera pas retenue au mixage. Les Beatles partent en harmonie à trois voix sur le refrain « Oooh Giiiirlll », où Lennon pousse de gros soupirs. Paul McCartney raconte : « Mon souvenir principal est que John voulait qu'on entende la respiration, que ce soit très intime, alors George Martin a utilisé un compresseur spécial pour la voix et John l'a doublée ».
Sur le pont de la chanson, Paul McCartney et George Harrison s'amusent comme des garnements en enregistrant leurs chœurs. John Lennon raconte ce à quoi personne ne fit attention à l'époque : « On a toujours glissé des petits trucs cochons sur les disques. Sur Girl, on a chanté « tit tit tit tit » dans le fond, et personne n'a rien remarqué ».
« C'était toujours marrant de voir si on pouvait placer un mot cochon sur un disque, comme fish and finger pie (foufoune à doigt)", prick teaser (chatouilleuse de zigounette), tit tit tit (nichon, nichon, nichon) », explique Paul McCartney. « Les Beach Boys avaient sorti une chanson dans laquelle ils faisaient la la la la, on adorait cette innocence et on voulait faire pareil, sans utiliser les mêmes mots. Alors on a cherché une autre phrase et on a trouvé dit dit dit dit, qu'on a décidé de changer en tit tit tit tit, que l'on ne peut pas du tout distinguer de dit dit dit dit. Et ça nous a vraiment fait marrer. C'était un petit moment de légèreté au milieu de cette grosse carrière importante qu'on était en train de faire. Dès qu'on pouvait glisser quelque part un petit quelque chose de subversif, on le faisait. George Martin pouvait dire : « c'est dit dit dit ou tit tit tit que vous faites, là ?... », « oh, c'est dit dit dit George ! Mais ça sonne vraiment comme tit tit tit, non ? » Alors on s'engouffrait dans nos voitures et on se marrait comme des baleines ». 
Il est à remarquer que ce sont ces deux gimmicks (soupirs et tit-tit-tit) qui créent le caractère fort en émotion de Girl laquelle, sans eux, ne serait qu'une simple jolie ballade. Cette chanson, première des Beatles en France à quitter le ghetto des créneaux horaires de musiques pour jeunes et à passer intensivement dans les émissions de variétés tout court dans la journée, y marqua la première reconnaissance, par le grand public, des Beatles comme artistes dont la popularité touchait tous les âges.
L'idée des soupirs en accompagnement sera reprise dans les arrangements d'autres interprètes, en particulier sur le Je t'aime, moi non plus de Gainsbourg et le Big Love de Fleetwood Mac, qui seront également tous deux des succès.

## Parution
Placée sur l'album Rubber Soul en 1965, on la retrouve aussi sur la compilation The Beatles 1962–1966 sortie en 1973 par Apple et sur l'album thématique Love Songs créé par Capitol en 1977. Un mixage inédit de cette chanson est publié sur itunes en 2006 en complément à l'album Love.

## Personnel
- John Lennon – chant principal, guitare acoustique
- Paul McCartney – chant, basse
- George Harrison – guitare solo (12 cordes acoustique), chœurs
- Ringo Starr – batterie

## Reprises et adaptations
Quelques artistes ayant repris Girl :
- St Louis Union en 1966 ; cette version du groupe mod s'est classée à la onzième place du hit-parade britannique.
- En 1966 également, adaptée pour Johnny Hallyday par Hugues Aufray, sous le titre Je l'aime.
- En 1966 toujours, Dalida enregistre une version italienne figurant sur son album "Piccolo Ragazzo"  sorti l'année suivante.
- Tiny Tim dans son album éponyme de 1996.
- Richard Gotainer pour l'émission de télévision Story of the Beatles  sur FR3 (1990).
- Sandrine Kiberlain sur son premier album Manquait plus qu'ça, en 2005
- Jim Sturgess dans le long-métrage Across the Universe (2007).
- Quelques accords de guitare de la chanson Girl des Beatles ont été utilisés par les Movez'Lang comme sample pour la chanson Original Futur Style sur l'album Dans La Sono du collectif des Beat De Boul.